# Гуничи Микава
Гуничи Микава (јап. 三川軍一; Префектура Хирошима, 29. август 1888 — 25. фебруар 1981) је био вицеадмирал јапанске царске морнарице током Другог светског рата.

## Рани период
Микава је био родом из префектуре Хирошима. Дипломирао је на јапанској царској поморској академији 1910. године - 38. класа, као трећи у класи од 149 кадета. Након подофицирске службе на оклопном крсташу Азама, бојном броду Сацума, бојном крсташу Конго и крстарици Соја, похађао је поморску артиљеријско-торпедну школу у периоду од 1913. до 1914. године. Креајем 1914. године, дошао је на оклопни крсташ Асо, где је служио током Првог светског рата, што је укључивало и крстарења до Кине. Затим је служио на разарачу Суђи и транспортном броду Сеито, а уједно и студирао на јапанском поморском ратном колеџу.
Током 1919. и 1920. године, поручник Микава је прикључен јапанској делегацији на послератној Версајској мировној конференцији у Француској. (види:Версајски споразум).
Током 1920-их, Микава је служио као главни навигатор на неколико бродова, укључујући: бојни крсташ Харуна, лаку крстарицу Тацута, оклопни крсташ Икома и оклопни крсташ Асо. Касније је постао инструктор у поморској торпедној школи, где је држао неколико високо рангираних положаја. Крајем деценије, командант Микава је био део делегације на Лондонској поморској конференцији, и ускоро је постао војни аташе у Паризу. Унапређен је у чин капетана крајем 1930. године, након чега се вратио у Јапан где је радио на више административних и школских места.
Средином 1930-их година је био командни официр на тешкој крстарици Аоба, тешкој крстарици Чокаи и бојном крсташу Киришима. Микава је унапређен у чин контраадмирала 1. децембра 1936. године.
Од 1. децембра 1936. до 15. новембра 1937. године Микава је био командант 2. флоте. У периоду од 1937. до 1939. године, вршио је различите дужности у Адмиралштабу и Генералштабу, а затим се поново вратио на море, где је командовао флотном дивизијом крстарица, а затим дивизијом бојних бродова. Унапређен је у чин вицеадмирала 15. новембра 1940. године.

## Други светски рат
У време напада на Перл Харбор, Микава је командовао 3. дивизијом бојних бродова. Он је лично предводио први део своје дивизије, као део заштитних снага за Перл Харборшку операцију, док је остатак његове дивизије бојних бродова послат на југ да пружи заштиту јапанским десантним снагама, које је требало да се искрцају на Малају. Микава је такође предводио своју дивизију приликом продора у Индијски океан и у Мидвејској бици.
Од 14. јула 1942. године до 1. априла 1943. године, Микава је командовао новоформираном 8. флотом у јужном Пацифику, базирајући углавном у главним базама: Рабаул на Новој Британији и Кавиенг на Новој Ирској. За време тог периода, он је предводио јапанске морнаричке снаге ангажоване у Гвадалканалској и Соломонској кампањи. У ноћи 8. на 9. август 1942. године, предводио је групу крстарица која је поразила савезничке поморске снаге у бици код острва Саво. Међутим, Микава је оштро критикован због свог неуспеха да агресивно настави након ове победе, и повлачења пре него што је потопио лако брањене савезничке транспортне бродове.
У ноћи 13. на 14. новембар 1942. године, Микава је предводио групу крстарица које су бомбардовале аеродром „Хендерсеново поље“ на Гвадалканалу, током поморске битке за Гвадалканал. До краја Гвадалканалске кампање, он је више пута предводио „Токио експрес“, који је превозио трупе и снабдевања ка Гвадалканалу. Међутим, његов покушај да искрца појачања у луку Лае на Новој Гвинеји, се претворио у кобну битку у Бизмарковом мору. На крају је морао да преузме одговорност због губитка Соломонових острва и био је прераспоређен у позадинске области, као што су Филипини.
Микава је био у Адмиралштабу и на другим положајима у Јапану током периода април-септембар 1943. године. Од 3. септембра 1943. је командовао 2. јужном експедицијоном флотом унутар Филипина. Затим је командовао флотом југозападне области и 13. ваздушном флотом од 18. јуна до 1. новембра 1944. године, такође унутар Филипина. Микава се вратио у Јапан октобра 1944. године и остао у активној служби до маја 1945. године.
Вицеадмирал Гуничи Микава је умро 1981. године.